# Печёнкин, Александр Сергеевич
Алекса́ндр Серге́евич Печёнкин (род. 26 декабря 1991, Чайковский, Пермская область) — российский биатлонист. Двукратный чемпион мира среди юниоров (до 19 года).

## Спортивная карьера

### Юниорские и молодёжные достижения
На первом для Александра чемпионате мира среди юниоров 2009 в Канморе он занял 30 место в индивидуальной гонке. Особенно успешным для россиянина стал чемпионат мира среди юниоров 2010 года в Тусбю. Он выиграл серебро в индивидуальной гонке и серебро в спринте, а в гонке преследования и в эстафете стал победителем.
На летнем чемпионате мира 2010 среди юниоров в Душники-Здруй в спринте занял 4 место, а в гонке преследования выиграл бронзу. На чемпионате мира среди юниоров 2011 в Нове-Место-на-Мораве в спринте стал 24-м, а в гонке преследования — 26-м. Но в эстафете с Николаем Якушовым, Иваном Крюковым и Дмитрием Дюжевым выиграл серебряную медаль. На чемпионате Европы по биатлону 2011 в Риднау занял 24 место в индивидуальной гонке, 7 место в спринте и 4 место в пасьюте, а в смешанной эстафете вместе с Ольгой Галич, Светланой Перминовой и Иваном Крюковым выиграл золото.
На чемпионате Европы по биатлону 2012 в Осрблье в спринте занял 6 место, а в гонке преследования — 8 место. Его последний чемпионат в зимнее время, где он выступал как юниор, — чемпионат мира 2012 в Контиолахти. Печёнкин в спринте был 35-м, однако в гонке преследования стал 8-м, а также выиграл с Александром Логиновым, Ильёй Поповым и Максимом Цветковым бронзовую медаль. В летнее время он выиграл гонку на чемпионате мира по летнему биатлону 2012 в Уфе в спринте и был вторым в гонке преследования.
К концу сезона 2009/2010 дебютировал в соревнованиях мужчин и был в Поклюке семнадцатым в спринтерской гонке на Кубке IBU. К концу 2011/2012 сезона пришёл в первый раз шестым в спринте в Альтенберге. Выступая в Риднау только второй раз в Кубке IBU, в смешанной эстафете выиграл вместе с Анастасией Загоруйко, Мариной Коровиной и Тимофеем Лапшиным свою первую гонку на Кубке IBU.

### Кубок мира
28 февраля 2013 года дебютировал в Кубке мира в спринтерской гонке на этапе в Хольменколлене.. 2 марта 2013 года завоевал первые очки в Кубке мира.

## Дисквалификация
В июне 2019 года Международный союз биатлонистов (IBU) дисквалифицировал Александра Печенкина на четыре года за нарушение антидопинговых правил. Печенкин дисквалифицирован на 4 года. При этом IBU аннулировал все результаты Печенкина с 7 января 2012 года по 6 января 2016 года.

## Соревнования
| Год  | Место проведения  | Возраст | Инд | Спр | Пр | Эст |
| ---- | ----------------- | ------- | --- | --- | -- | --- |
| 2009 | ЧМ Канмор         | U19     | 30  | -   | -  | -   |
| 2010 | ЧМ Турсбю         | U19     | 2   | 2   | 1  | 1   |
| 2010 | ЛЧМ Душники-Здруй | U21     | -   | 4   | 3  | -   |
| 2011 | ЧЕ Риднау         | U21     | 24  | 7   | 4  | 1   |
| 2011 | ЧМ Нове Место     | U21     | -   | 24  | 26 | 2   |
| 2012 | ЧЕ Осрблье        | U21     | -   | 6   | 8  | -   |
| 2012 | ЧМ Контиолахти    | U21     | 24  | 35  | 8  | 3   |
| 2012 | ЛЧМ Уфа           | U21     | -   | 1   | 2  | 1*  |

- — участвовали вне конкурса

| 2014/2015 Итоги | 2014/2015 Итоги | Эстерсунд | Эстерсунд | Эстерсунд | Эстерсунд | Хохфильцен | Хохфильцен | Хохфильцен | Поклюка | Поклюка | Поклюка | Оберхоф | Оберхоф | Оберхоф | Рупольдинг | Рупольдинг | Рупольдинг | Антхольц | Антхольц | Антхольц | Нове Место | Нове Место | Нове Место | Нове Место | Хольменколлен | Хольменколлен | Хольменколлен | ЧМ Контиолахти | ЧМ Контиолахти | ЧМ Контиолахти | ЧМ Контиолахти | ЧМ Контиолахти | ЧМ Контиолахти | Ханты-Мансийск | Ханты-Мансийск | Ханты-Мансийск |
| Очков           | Место           | См        | Инд       | Спр       | Пр        | Спр        | Эст        | Пр         | Спр     | Пр      | МС      | Эст     | Спр     | МС      | Эст        | Спр        | МС         | Спр      | Пр       | Эст      | Сусм       | См         | Спр        | Пр         | Инд           | Спр           | Эст           | См             | Спр            | Пр             | Инд            | Эст            | МС             | Спр            | Пр             | МС             |
| 54              | 61              | —         | —         | 18        | 41        | 22         | —          | 34         | 71      | —       | —       | —       | —       | —       | —          | —          | —          | 36       | DNS      | —        | —          | —          | —          | —          | —             | —             | —             | —              | —              | —              | —              | —              | —              | —              | —              | —              |

| 2012/13 Итоги | 2012/13 Итоги | Эстерсунд | Эстерсунд | Эстерсунд | Эстерсунд | Хохфильцен | Хохфильцен | Хохфильцен | Поклюка | Поклюка | Поклюка | Оберхоф | Оберхоф | Оберхоф | Рупольдинг | Рупольдинг | Рупольдинг | Антхольц | Антхольц | Антхольц | ЧМ Нове-Место | ЧМ Нове-Место | ЧМ Нове-Место | ЧМ Нове-Место | ЧМ Нове-Место | ЧМ Нове-Место | Хольменколлен | Хольменколлен | Хольменколлен | Сочи | Сочи | Сочи | Ханты-Мансийск | Ханты-Мансийск | Ханты-Мансийск |
| Очков         | Место         | См        | Инд       | Спр       | Пр        | Спр        | Пр         | Эст        | Спр     | Пр      | МС      | Эст     | Спр     | Пр      | Эст        | Спр        | МС         | Спр      | Пр       | Эст      | См            | Спр           | Пр            | Инд           | Эст           | МС            | Спр           | Пр            | МС            | Инд  | Спр  | Эст  | Спр            | Пр             | МС             |
| 19            | 81            | —         | —         | —         | —         | —          | —          | —          | —       | —       | —       | —       | —       | —       | —          | —          | —          | —        | —        | —        | —             | —             | —             | —             | —             | —             | 53            | 22            | —             | —    | —    | —    | 63             | —              | —              |

## Награды
- Благодарность Президента Российской Федерации (24 декабря 2013) — за высокие спортивные достижения на XXVI Всемирной зимней Универсиаде 2013 года в городе Трентино (Италия)[3]

## Личная жизнь
Брат Иван (род. 1994) тоже биатлонист.